# هیئت‌مدیره پرستاری
هیئت‌مدیره پرستاری (انگلیسی: Board of nursing) یک مجموعه نظارتی است که جهت انجام فرایندهای پرستاری در یک حوزه قضایی تعریف شده‌است، و به‌طور معمول مسئولیت نظارت بر ایالت یا استان را بر عهده دارد.
در ایالات متحده آمریکا هیئت مدیره به‌طور معمول کار تصویب قوانین و نظارت بر مدارس پرستاری در حوزه قضایی را عهده‌دار است. این هیئت همچنین مسئول تعیین تمام جنبه‌های پروانه پرستار با صلاحیت است. در ایالات متحده، این هیئت مدیره‌ها جزئی از شورای ملی انجمن‌های ایالتی پرستاری است. [۱]